# RF 모듈
RF 모듈(라디오 주파수 모듈(radio-frequency module)의 약자)은 2개의 디바이스 간에 무선 신호를 송수신하기 위해 사용되는 작은 전자 디바이스이다. 임베디드 시스템에서는 다른 디바이스와 무선으로 통신하는 것이 효율적인 경우가 있다. 이런 무선통신 기술에 광통신 또는 무선주파수(RF)통신을 이용할 수 있다. 많은 애플리케이션에서 전선망이 필요 없기 때문에 이 경우 매체는 RF가 선호한다. RF통신에는 송신기와 수신기가 들어가 있는데, 이것은 다양한 유형과 범위를 제공하고 있다. RF 모듈은 보통 RFCMOS 기술을 사용하여 제조된다.
RF 모듈은 무선 회로 설계를 모듈 방식으로 확장하기 위한 전자 설계로 널리 사용된다. 전자 무선 설계는 무선 회로의 감도와 특정 주파수로의 동작을 실현하기 위해 필요한 컴포넌트와 레이아웃의 높은 정확성을 요구한다. 때문에 복잡해지는데 해결하고자 이런 모듈방식이 선호될 수 있다. 신뢰성이 높은 RF통신 회로에서는 RF 성능에 악영향을 미치지 않도록 제조 프로세스를 주의 깊게 감시해야 한다. 무선회로는 일반적으로 방사 이미션의 제한을 받고 있어 ETSI나 미국연방통신위원회(FCC) 등의 표준화 단체의 적합성 테스트와 인증이 필요하다. 이러한 이유로 설계 엔지니어는 무선통신을 필요로 하는 애플리케이션 회로를 설계하고 나서 개별 설계를 시도하지 않고, 사전에 작성된 무선 모듈을 '드롭 인'하여 개발 시간과 비용을 절약하는 경우가 많다.
RF모듈은 차고문 개폐장치, 무선 알람 또는 보안 및 감시 시스템, 산업용 리모컨, 스마트 센서 애플리케이션, 무선 홈오토메이션 시스템 등의 소비자용 애플리케이션 중 소형(또는 초소형) 제품에서 가장 많이 사용된다. 시선 조작을 필요로 하지 않는다는 장점에 오래된 적외선 통신(IrDA) 설계를 대체할 수 있다.
433.92MHz, 915MHz 및 2400MHz와 같은 산업(Industrial), 과학(Scientific) 및 의료(Medical)용의 ISM 무선 대역의 주파수를 포함하여, 상용 RF 모듈에서 여러 반송파(搬送波) 주파수(Several carrier frequencies)가 일반적으로 사용된다. 이러한 주파수는 통신을 위한 무선 사용에 관한 국내 및 국제 규정에 근거해 사용된다. 근거리 장치는 315MHz 및 868MHz와 같이 비면허용 주파수를 사용할 수도 있다. 
RF 모듈은 Zigbee(직비), Bluetooth Low Energy(BLE) 또는 Wi-Fi(와이파이)와 같은 RF 통신에 대해 정의된 프로토콜을 준수 하거나 독점 프로토콜을 구현할 수 있다.

## RF 모듈의 종류
RF 모듈이라는 용어는 다양한 타입, 형상, 크기의 소형 전자 서브 어셈블리 회로 기판에 적용할 수 있다. 또한 다양한 기능이나 기능의 모듈에 적용할 수도 있다. RF 모듈에는 통상 호스트 프로세서와 통신하기 위한 프린트 회로 기판, 송신 또는 수신 회로, 안테나 및 시리얼 인터페이스가 포함되어 있다.
여기에는 잘 알려진 대부분의 표준 유형을 다룬다.
- 송신기 모듈
- 수신기 모듈
- 트랜시버 모듈
- 시스템 온 칩 모듈

### 송신기 모듈
RF송신기 모듈은 전파를 송신하여 그 파도를 변조하여 데이터를 전송할 수 있는 작은 PCB 서브어셈블리이다. 송신기 모듈은 보통 전송 가능한 데이터를 모듈에 제공하는 마이크로 컨트롤러와 함께 구현된다. RF송신기는 통상 최대 허용 송신기 전력출력, 고조파 및 대역엣지 요건을 규정하는 규제 요건의 대상이 된다.

### 수신기 모듈
RF수신기 모듈은 변조된 RF신호를 수신하고, 그것을 변조 해제한다. RF수신기 모듈에는 슈퍼헤테로다인 수신기와 초재생 수신기의 두 종류가 있다. 초재생 모듈은 통상 반송파로부터 변조 데이터를 추출하기 위해 일련의 증폭기를 사용하는 저비용 저전력 설계이다. 초재생 모듈은 동작 주파수가 온도와 전원전압에 따라 크게 변화하기 때문에 일반적으로 부정확하다. 슈퍼 헤테로다인 수신기는 초재생기보다 퍼포먼스가 뛰어나다. 그것들은 넓은 전압 및 온도 범위에 걸쳐서 정밀도와 안정성을 향상시킨다. 이러한 안정성은 과거에는 비교적 고가의 제품을 의미하는 경향이 있었던 고정결정설계에서 유래한다. 하지만 수신기 칩 설계의 진보는 현재 슈퍼헤테로다인과 초재생 수신기 모듈 간에 거의 가격 차이가 없음을 의미한다.

### 트랜시버 모듈
RF 트랜시버 모듈에는 송신기와 수신기가 모두 포함되어 있다. 회로는 보통 반이중동작용으로 설계되어 있으나, 전이중 모듈을 이용할 수 있으나 복잡도가 증가하기 때문에 보통 비용이 많이 든다.

### SoC(시스템 온 칩) 모듈
SoC 모듈은 트랜시버 모듈과 동일하지만, 많은 경우 온보드 마이크로컨트롤러로 생성된다. 마이크로컨트롤러는 통상, 무선 데이터의 패킷화를 처리하거나 IEEE802.15.4 준거의 모듈등의 프로토콜을 관리하거나 하기 위해서 사용된다. 이 유형의 모듈은 보통 설계자가 이 처리를 호스트 마이크로 컨트롤러에 포함시키고 싶지 않은 경우에 프로토콜에 준거하기 위해 추가 처리를 필요로 하는 설계에 사용된다.

## 호스트 마이크로컨트롤러 인터페이스
RF 모듈은 일반적으로 마이크로 컨트롤러와 마이크로 프로세서 등의 삽입 시스템과 통신한다. 통신 프로토콜에는 Digi International의 X-Bee 모듈에서 사용되는 UART, Anaren의 AIR 모듈에서 사용되는 시리얼 페리페럴 인터페이스 버스 및 Roving Networks 모듈에서 사용되는 유니버설 시리얼 버스가 포함된다. 모듈은 무선통신에 표준화된 프로토콜을 사용할 수 있지만 마이크로 컨트롤러 인터페이스를 통해 송신되는 명령어는 각 벤더가 자체 통신형식을 가지고 있기 때문에 일반적으로 표준화가 되어있지 않다. 마이크로 시스템 인터페이스의 속도는 사용하는 기반이 되는 RF 프로토콜의 속도에 따라 달라진다. Wi-Fi와 같은 고속 RF 프로토콜에는 USB 등의 고속 시리얼 인터페이스가 필요하지만 Bluetooth Low Energy 등의 데이터 레이트가 느린 프로토콜에서는 사용할 수 있다.

## RF 신호 변조
RF 송신기 및 수신기 모듈에 일반적으로 사용되는 여러 유형의 디지털 신호 변조 방법이 있다.
- 진폭 편이 방식
- 온-오프 변조
- 주파수 편이 변조
- 직접 시퀀스 확산 스펙트럼
- 주파수 도약 확산 스펙트럼

## RF 모듈 성능에 영향을 미치는 주요 요인
다른 RF 디바이스와 마찬가지로 RF 모듈의 퍼포먼스는 많은 요인에 의존한다. 예를 들어, 송신기의 전력을 늘리는 것으로써, 보다 긴 통신 거리가 달성된다. 단, 이로 인해 송신기 기기의 전력 소비량이 증가해, 배터리 구동 디바이스의 동작 수명이 짧아진다. 또한 보다 높은 송신전력을 사용하면 시스템이 다른 RF디바이스와 간섭하기 쉬워져 관할에 따라서는 디바이스가 불법화될 수 있다. 마찬가지로 수신기의 감도를 높이면 유효한 통신 범위도 넓어지지만 다른 RF 디바이스로부터의 간섭에 의한 오동작을 일으킬 가능성도 있다.
전체 시스템의 성능은 앞서 설명한 것과 같이 통신 링크의 각 끝에서 정합된 안테나를 사용하여 향상될 수 있다.
마지막으로 특정 시스템의 라벨이 부착된 원격 거리는 보통 간섭이 없는 야외 시선 구성으로 측정되는데 대부분의 경우 벽, 바닥 또는 전파 신호를 흡수하기 위한 밀집된 구조와 같은 장애물이 있다. 대부분의 경우, 유효한 동작 거리는 지정된 거리보다 짧아진다.

## 모듈 물리적 연결
스루홀 기술 또는 표면 실장 기술 중 하나를 사용하여 RF 모듈을 프린트 회로 기판에 장착하기 위해 다양한 방법이 사용된다. 스루홀 기술로 납땜 없이 모듈을 삽입 또는 분리할 수 있다. 표면 실장 기술로 추가 조립 절차 없이 모듈을 PCB에 장착할 수 있다. RF 모듈에서 사용되는 표면 실장 접속에는 랜드 그리드 어레이(LGA)와 성곽 패드가 포함된다. LGA 패키지에서는 패드가 모두 모듈 아래에 있기 때문에 모듈 크기를 줄일 수 있지만 연결을 확인하려면 연결을 X선 촬영해야 한다. Castellated Holes를 사용하면 연결을 광학적으로 검사할 수 있지만 패드를 수용하기 위해 모듈의 풋 프린트가 물리적으로 커진다.

## RF 모듈에 사용되는 무선 프로토콜
RF 모듈, 특히 SoC 모듈은 다음을 포함하여 사전 정의된 무선 표준에 따라 통신하는 데 자주 사용된다.
- 직비
- 블루투스 저에너지
- 와이파이
- IEEE 802.15.4
- Z파

그러나 RF 모듈은 또한 차고 도어 오프너에 사용되는 것과 같은 독점 프로토콜을 사용하여 자주 통신한다.

## 일반적인 애플리케이션
- 차량 모니터링
- 리모콘
- 원격 측정
- 소규모 무선 네트워크
- 무선 미터 판독
- 액세스 제어 시스템
- 무선 홈 보안 시스템
- 영역 페이징
- 산업용 데이터 수집 시스템
- 라디오 태그 읽기
- RF 비접촉식 스마트 카드
- 무선 데이터 단말기
- 무선 화재 방지 시스템
- 생체 신호 획득
- 수문 및 기상 모니터링
- 로봇 리모콘
- 무선 데이터 전송
- 디지털 비디오 /오디오 전송
- 원격 조명/스위치와 같은 디지털 홈 자동화
- 산업용 원격 제어, 원격 측정 및 원격 감지
- 다양한 유형의 저율 디지털 신호에 대한 경보 시스템 및 무선 전송
- 다양한 가전 제품 및 전자 프로젝트를 위한 원격 제어
- RF 무선 제어와 관련된 기타 많은 응용 분야
- 고령자 모니터링을 위한 모바일 웹서버

## 최종 제품 통합 시 RF 모듈 인증
통합된 준수 RF 모듈을 기반으로 하는 최종적인 규제 제품에 대한 준수는 흔히 있는 오해이다. 국가 규제(FCC 보관됨 2020-11-11 - 웨이백 머신, CE, ICES, ANATEL 등)의 필수 요건에 준거한 모듈은 최종 제품을 커버하는 일이 거의 없다. 단, 준수 RF 모듈을 통합할 때 완전한 준수 테스트가 필요하다는 것을 의미하는 것은 아니다. 준수 모듈을 통합하는 데는 많은 이점이 있다.
RF 모듈은 오늘날의 소비자용 제품에 필수적이지만, 최종 제품의 일부일 뿐이다. 무선 모듈은 여러 해 동안 진화해 왔다. 온보드의 전압 레귤레이터인 통합 안테나는 일반적으로 호스트에 관계없이 무선 현상이 동일한 것을 보증하려고 한다. ISO 17025 인증 EMC, RF랩에서 제품을 테스트 및 인증할 경우 대부분의 RF 스펙트럼 측정치를 모듈 수준으로 참조하여 컴플라이언스를 확인할 수 있다.
결국 규정을 준수해야 하는 것은 최종 제품이다. 건강, 안전, 복사 취약성과 같은 측면은 모듈 수준에서 다룰 수 없다.